# Ophiogeron granulatus
Ophiogeron granulatus är en ormstjärneart som först beskrevs av George Richard Lyman 1883.  Ophiogeron granulatus ingår i släktet Ophiogeron och familjen skinnormstjärnor. Inga underarter finns listade i Catalogue of Life.